# Álvaro Nadal
Álvaro María Nadal Belda (ur. 30 stycznia 1970 w Madrycie) – hiszpański polityk i ekonomista, parlamentarzysta, działacz Partii Ludowej, od 2016 do 2018 minister energii, turystyki i cyfryzacji.

## Życiorys
Studiował prawo i ekonomię w ICADE w ramach Universidad Pontificia Comillas. Uzyskał następnie stypendium Programu Fulbrighta, po czym kształcił się na Uniwersytecie Harvarda, gdzie doktoryzował się w zakresie ekonomii.
Zaangażował się w działalność polityczną Nuevas Generaciones, organizacji młodzieżowej Partii Ludowej. Pracował na różnych stanowiskach w administracji rządowej, a także jako nauczyciel akademicki. W 2004 został sekretarzem Partii Ludowej do spraw ekonomicznych.
W 2008 po raz pierwszy uzyskał mandat posła do Kongresu Deputowanych. Do niższej izby Kortezów Generalnych był następnie wybierany w 2011, 2015 i 2016. Po wyborach w 2011 objął stanowisko sekretarza stanu i dyrektora biura ekonomicznego w kancelarii premiera Mariano Rajoya. W listopadzie 2016 powołany na ministra energii, turystyki i cyfryzacji w drugim gabinecie dotychczasowego premiera. Zakończył urzędowanie w czerwcu 2018, gdy rząd przegrał głosowanie nad wotum nieufności.
Jego brat bliźniak Alberto Nadal również został politykiem.